# Hyacinthe Martin Bizet
Pour les articles homonymes, voir Bizet (homonymie).
Hyacinthe Martin Bizet, né à Brest le 13 septembre 1804 à et mort Quimper le 22 octobre 1867, négociant et juge au tribunal de commerce, fut maire de Brest et conseiller général du canton de Brest-1. 

## Biographie
Hyacinthe Martin Bizet naît le 13 septembre 1804 à Brest dans une famille bourgeoise. Il fut négociant puis juge au tribunal de commerce de Brest. 
Il entre en 1840 au conseil municipal de Brest, et est élu maire en 1848 et le reste jusqu'en 1865. Ce fut le premier maire de Brest élu au suffrage universel. Il fut également conseiller général du canton de Brest-1 de 1848 à 1867. 
Il est mort à Quimper le 22 octobre 1867. Il est enterré au cimetière Saint-Martin à Brest.

## Réalisations
Sous son mandat, d'importantes décisions ont été prises, par exemple  :
- construction du pont tournant sur la Penfeld en 1861
- arrivée du chemin de fer à Brest et construction de la gare en 1865
- construction du port de commerce en 1865
- construction de la bibliothèque municipale

Il a publié en 1862 La Vie de la Vierge, mise en vers (par Bizet jeune).

## Hommages
En 1868, il reçoit les insignes d'officier de la Légion d'honneur des mains de Napoléon III en visite à Brest. 
L'église Saint-Martin de Brest, consacrée en 1881, a été baptisée en son honneur de son deuxième prénom. 
Une allée piétonne, face à la gare de Brest, porte son nom. La plaque a été apposée le 4 septembre 2019 par François Cuillandre, maire de Brest, et Nicolat Hulot, son arrière-arrière-petit-fils.

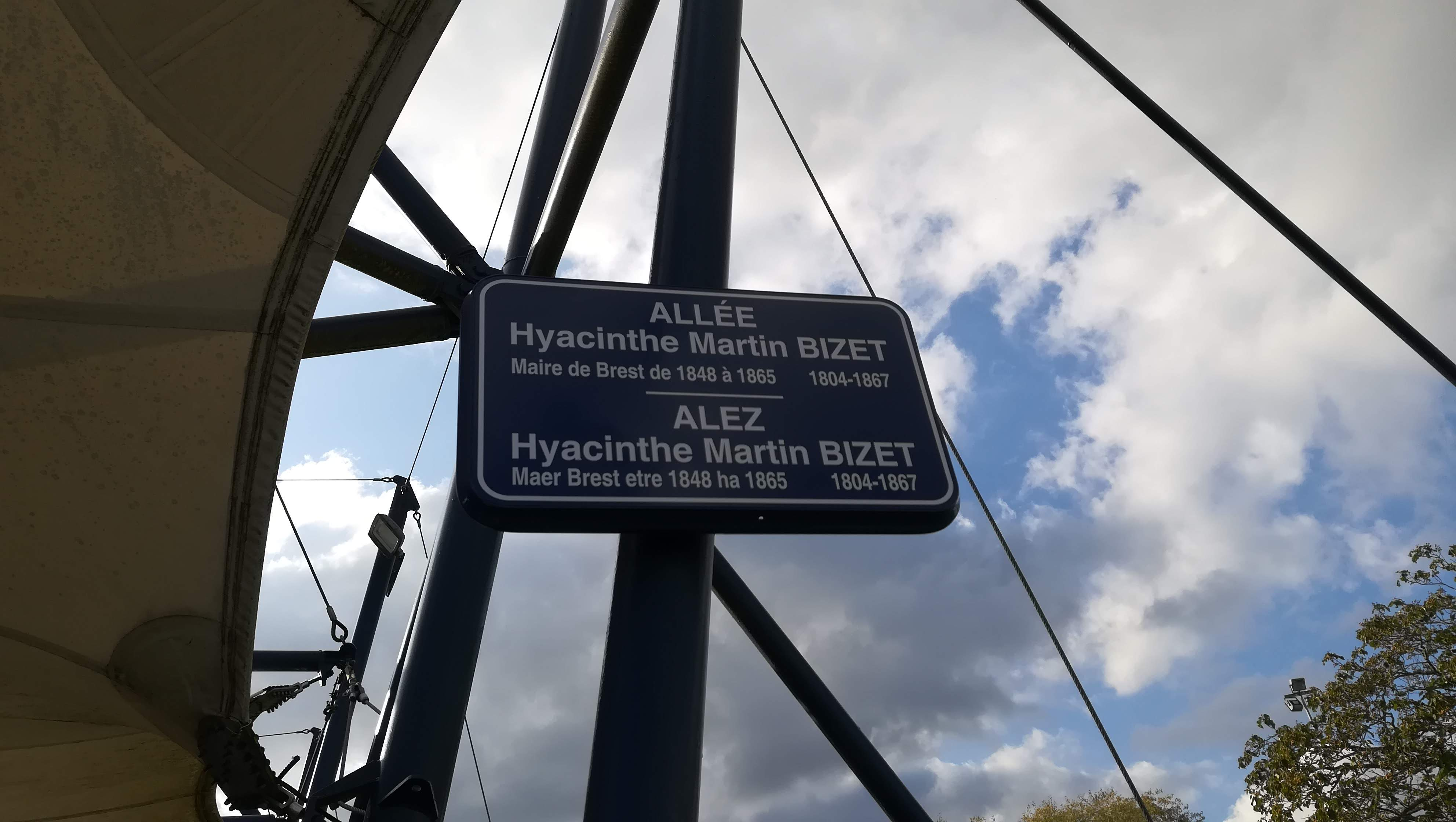
Panneau de rue Hyacinthe Martin Bizet à Brest.
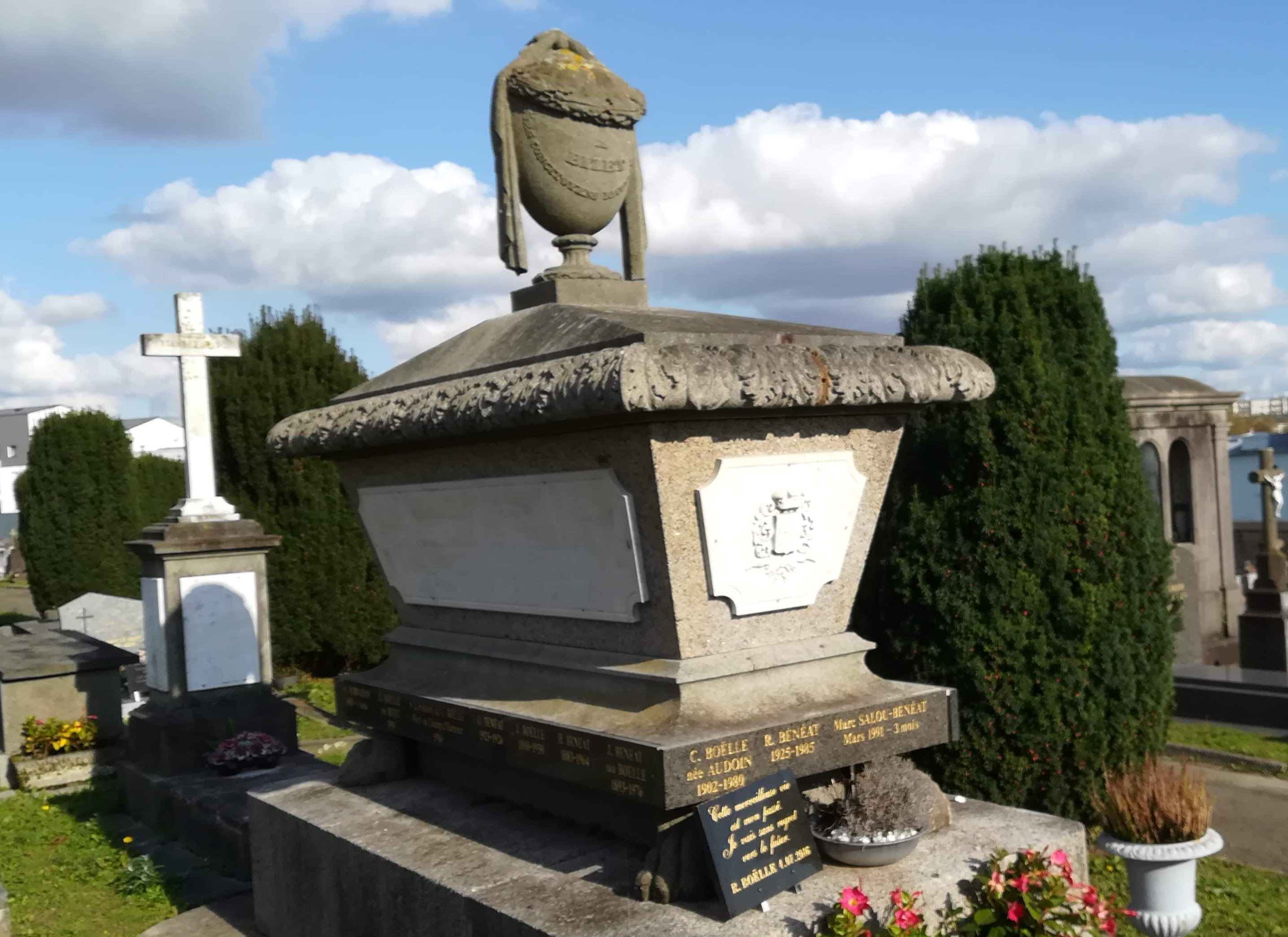
Monument funéraire de Hyacinthe Martin Bizet. Cimetière Saint-Martin de Brest.
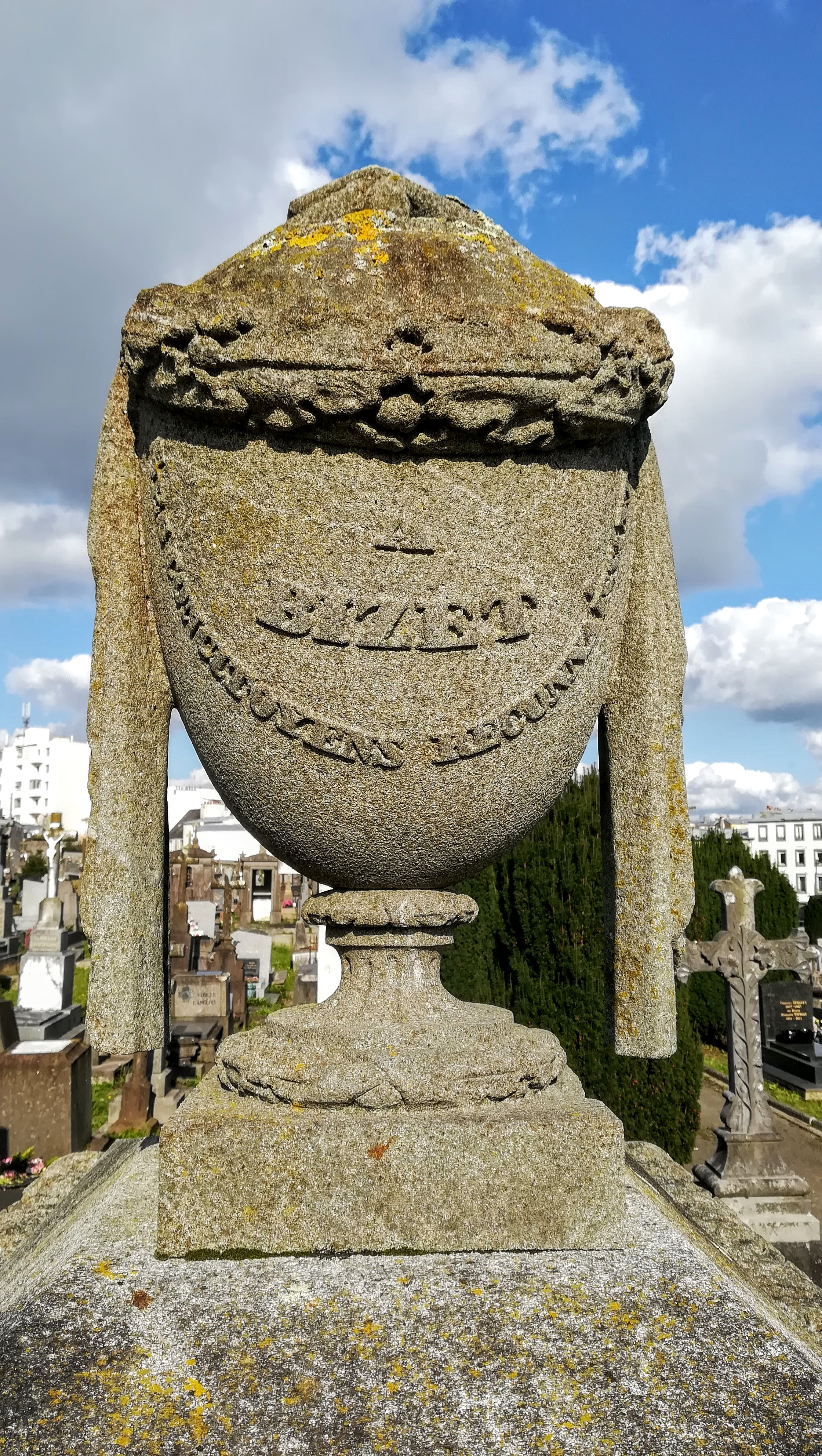
Sommet du monument funéraire de Hyacinthe Martin Bizet. Inscription : « BIZET - ses concitoyens reconnaissants »
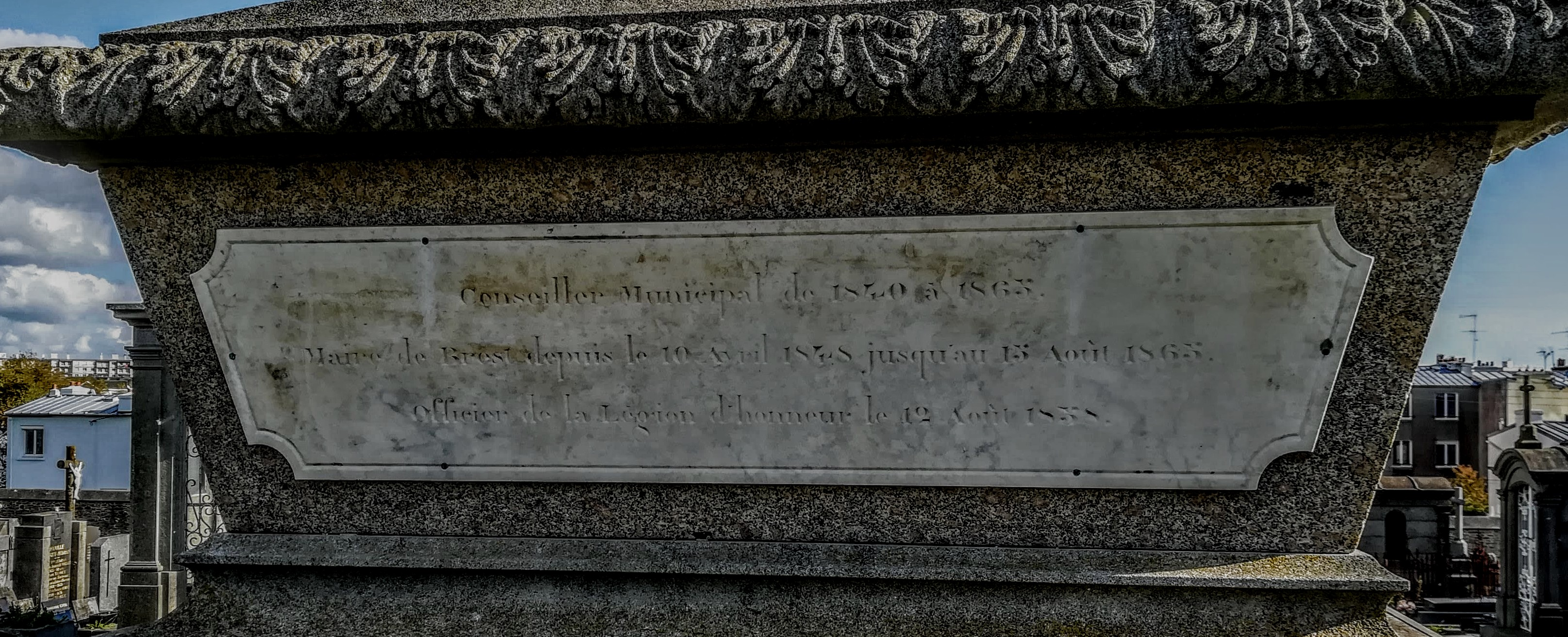
Plaque du monument funéraire de Hyacinthe Martin Bizet.  Inscription : « Conseiller municipal de 1840 à 1865 - Maire de Brest depuis le 10 avril 1848 jusqu'au 15 août 1865 - Officier de la Légion d'honneur le 12 août 1858 »